# Tom Rosenthal
Pour les articles homonymes, voir Rosenthal.
Thomas Alan Smith Rosenthal, né le 14 janvier 1988, est un comédien anglais, acteur à la télévision et au cinéma.

## Biographie
Rosenthal est né à Hammersmith, Londres.
Il est le fils de Christine Smith, ancienne productrice de Newsnight (un programme télévisé de BBC sur la politique) et de Jim Rosenthal, journaliste sportif. Il est l'arrière-petit fils de l'auteur et physicien allemand Oscar Levy. Il a des origines juives par son père.
En 2011, il décroche le rôle-titre de Jonathan Goodman dans la série télévisée Friday Night Dinner, diffusée sur Channel 4, aux côtés de Simon Bird.
Il est un fan du club de football Arsenal FC et a fait une apparition dans un podcast, Footballistically Arsenal, aux côtés de Boyd Hilton, Jack Whitehall et Dan Baldwin.
En 2013, Rosenthal interprète Marcus, un des personnages principaux de la nouvelle série télévisée de ITV2, Plebs. Rosenthal joue également dans le drame télévisé Breathless (en), où il interprète le rôle de Sam Roth.